# Corseul
Corseul (bret. Kersaout) – miejscowość i gmina we Francji, w regionie Bretania, w departamencie Côtes-d’Armor.
Według danych na rok 1990 gminę zamieszkiwało 1987 osób, a gęstość zaludnienia wynosiła 48 osób/km² (wśród 1269 gmin Bretanii Corseul plasuje się na 320. miejscu pod względem liczby ludności, natomiast pod względem powierzchni na miejscu 130.).